# Turniej o Srebrny Kask 2003
Turniej o Srebrny Kask 2003 – rozegrany w sezonie 2003 turniej żużlowy z cyklu rozgrywek o „Srebrny Kask”, w którym mogli uczestniczyć zawodnicy do 21. roku życia. W rozegranym w Bydgoszczy finale zwyciężył Robert Miśkowiak. Drugi był Janusz Kołodziej, a trzecie miejsce zajął Tomasz Gapiński.

## Finał
- 5 września 2003 r. (piątek), Bydgoszcz

| Msc. | Zawodnik                 | Klub                  | Pkt  |               |  |
| ---- | ------------------------ | --------------------- | ---- | ------------- |  |
| 1    | Robert Miśkowiak         | Polonia Piła          | 14   | (3,2,3,3,3)   |  |
| 2    | Janusz Kołodziej         | Unia Tarnów           | 13   | (1,3,3,3,3)   |  |
| 3    | Tomasz Gapiński          | Polonia Piła          | 12+3 | (3,3,1,3,2)   |  |
| 4    | rez. Paweł Hlib          | Stal Gorzów Wlkp.     | 12+2 | (2,2,3,2,3)   |  |
| 5    | Łukasz Romanek           | RKM Rybnik            | 11   | (3,3,2,2,1)   |  |
| 6    | Krzysztof Buczkowski     | GTŻ Grudziądz         | 8    | (1,0,1,3,3)   |  |
| 7    | Marcin Jaguś             | Apator Toruń          | 8    | (2,0,3,1,2)   |  |
| 8    | Adam Pietraszko          | Włókniarz Częstochowa | 8    | (2,2,1,2,1)   |  |
| 9    | Zbigniew Czerwiński      | Włókniarz Częstochowa | 7    | (0,1,2,2,2)   |  |
| 10   | Michał Szczepaniak       | Polonia Piła          | 7    | (1,1,2,1,2)   |  |
| 11   | Piotr Świderski          | Kolejarz Rawicz       | 5    | (3,1,0,w,1)   |  |
| 12   | Łukasz Pawlikowski       | GTŻ Grudziądz         | 4    | (0,3,0,1,d)   |  |
| 13   | Jordan Jurczyński        | Włókniarz Częstochowa | 4    | (2,w,2,0,0)   |  |
| 14   | rez. Grzegorz Czechowski | Polonia Bydgoszcz     | 4    | (2,0,1,1,0)   |  |
| 15   | Marcin Rempała           | Unia Tarnów           | 2    | (0,1,0,0,1)   |  |
| 16   | Robert Umiński           | Polonia Bydgoszcz     | 1    | (1,0,d,0,0)   |  |
| 17   | Adrian Miedziński        | Apator Toruń          | 0    | (u/-,-,-,-,-) |  |
| 18   | Zbigniew Suchecki        | ZKŻ Zielona Góra      | 0    | (w,-,-,-,-)   |  |
|      | Krzysztof Kasprzak       | Unia Leszno           |      |               |  |
|      | Adam Jaziewicz           | KM Ostrów Wlkp.       |      |               |  |
|      | Daniel Jeleniewski       | TŻ Lublin             |      |               |  |